# Thelma Kalama
Thelma Kalama (n. 24 martie 1931, Territory of Hawaii⁠(d), SUA – d. 17 mai 1999, Hawaii, SUA) a fost o înotătoare americană, medaliată olimpică. A participat la o ediție a Jocurilor Olimpice (1948) în care a câștigat două medalii de aur.